# Gravity Happens
Albums de Kate Voegele
A Fine Mess
(2009)
Gravity Happens est le nouvel album studio de Kate Voegele. Il est sorti le 17 mai 2011. Le premier single issu de l'album est Heart In Chains.
Son premier single est sorti pour la première fois le 17 mai 2011, pendant le dernier épisode de la saison 8 de "Les frères Scott".

## Liste des titres
1. Say You're Mine (3:23)
2. Hundred Million Dollar Soul (4:08)
3. Enough For Always (3:46)
4. Sunshine in My Sky (3:42)
5. Heart In Chains (3:36)
6. Sandcastles (4:37)
7. Burning The Harbor (4:41)
8. Impatient Girl(3:19)
9. Beg You To Fall (3:38)
10. Enjoy The Ride (3:24)
11. Gravity Happens (3:22)
12. Unusual (3:27)
13. All I See (2:23)
14. High Road (3:51)
15. Counting The Ways (4:19)
16. Ship in the Dock (5:12)